# Kanon van Zandoerle
Het Kanon van Zandoerle is een antitankgeschut uit de Tweede Wereldoorlog met monumentale status in het Noord-Brabantse dorp Zandoerle (gemeente Veldhoven). Het is een exemplaar van een Duitse Panzerabwehrkanone-40 (PAK 40) met een kaliber van 75 mm.

## Geschiedenis
In september 1944 ging operatie Market Garden van start en werd het zuiden van Nederland bevrijd. De Duitse bezetters hadden zich verschanst bij Wintelre, in de buurt van vliegbasis Eindhoven (in die tijd nog Welschap geheten), en bestookten vanuit daar het dorp Oerle. Na heftige gevechten, waarbij 11 huizen afbrandden en aan beide kanten circa 60 slachtoffers vielen, trokken de Duitsers zich terug. Hierbij werden meerdere kanonnen achtergelaten en door de geallieerden buitgemaakt. Een ervan werd door dorpsbewoners meegenomen naar Oerle. Na de algemene bevrijding van Nederland werd op 13 mei 1945, tijdens een van de bevrijdingsfeesten, het kanon meegesleept naar Zandoerle en daar op de Brink gezet. De toenmalige burgemeester A. van Hooff kocht het kanon voor 10 gulden van het bureau voor oorlogsbuit en schonk het enige jaren later aan de buurtvereniging van Zandoerle.

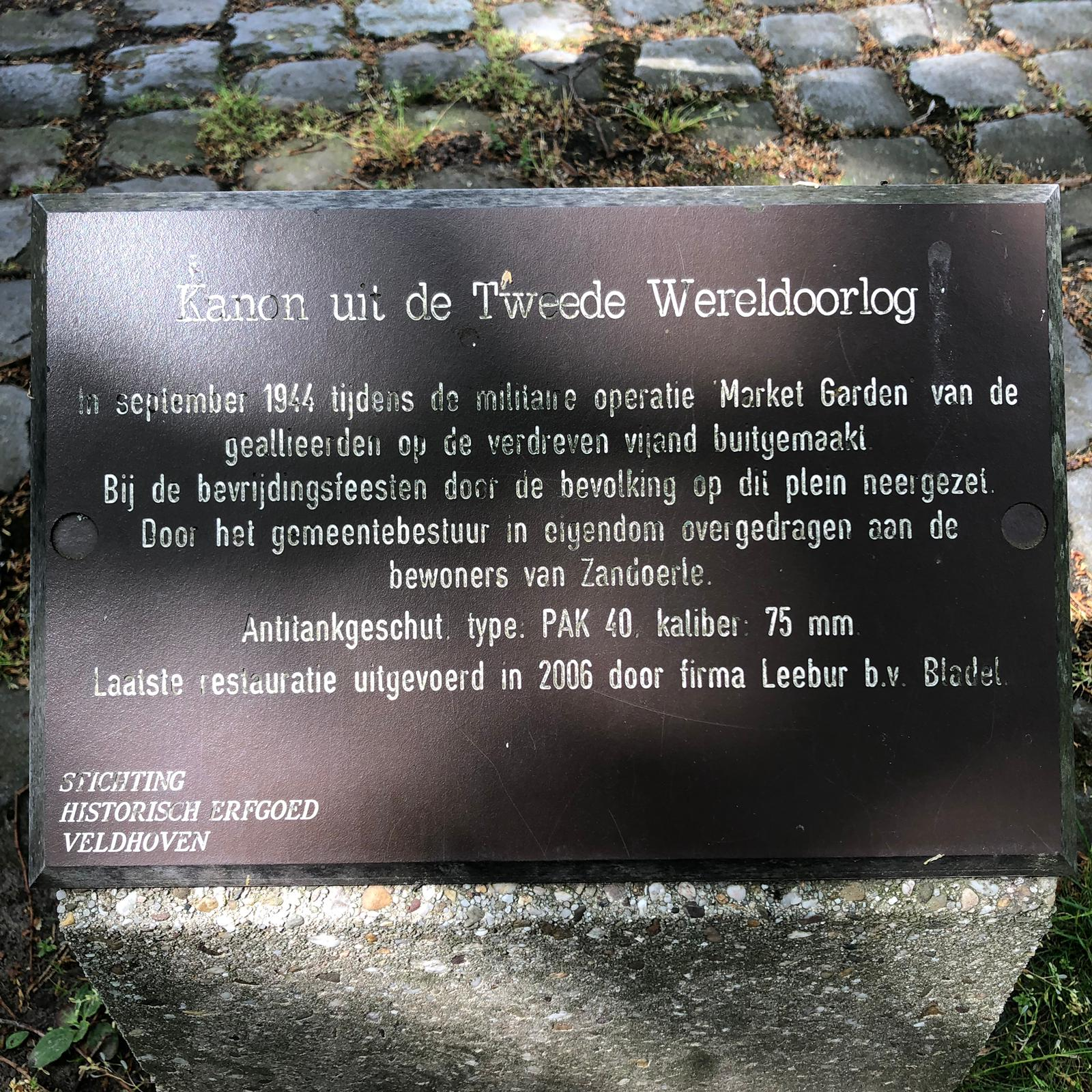
Begeleidende plaquette

### Restauratie
In 1971 is het kanon voor het eerst gerestaureerd. In 2005 was er het plan om het kanon te laten figureren in de film Zwartboek, maar bij nadere inspectie stelde een expert van defensie vast dat het in zo’n slechte staat verkeerde dat figureren niet mogelijk was. De binnenkant was compleet doorgeroest en er was acuut restauratie nodig. In eerste instantie was het niet duidelijk wie de restauratie zou bekostigen en uitvoeren, maar uiteindelijk bood de Bladelse firma LeeBur zich aan als vrijwilliger. Ongeveer een jaar later op zaterdagmiddag 17 juni 2006 is het kanon onder begeleiding van meerdere militaire voertuigen uit de Tweede Wereldoorlog teruggereden van Bladel naar Zandoerle via Hapert, Duizel, Eersel, Knegsel en Veldhoven.

## Locatie, vormgeving en symboliek
Het kanon is middenin het dorp, op de Zandoerse brink gesitueerd en is omringd door meerdere monumentale panden.
Sinds 1999 is het kanon voorzien van een informatieplaquette waar na de restauratie in 2006 de volgende tekst op staat:

Kanon uit de Tweede Wereldoorlog 

In september 1944 tijdens de militaire operatie Market Garden van de geallieerden op de verdreven vijand buitgemaakt.
Bij de bevrijdingsfeesten door de bevolking op dit plein neergezet.
Door het gemeentebestuur in eigendom overgedragen aan de bewoners van Zandoerle.

Antitankgeschut. Type: PAK 40 Kaliber: 75mm 

Laatste restauratie uitgevoerd door in 2006 door firma Leebur b.v. Bladel

Alhoewel nergens officieel staat vastgesteld wat de betekenis van het monument is, wordt meestal verondersteld dat het een boodschap uitdraagt tegen geweld en onrecht.

## Trivia
- Omdat het kanon in een te slechte staat verkeerde om te figureren in de film Zwartboek, heeft regisseur Paul Verhoeven de PAK 40 uit het Atlantikwall-museum in Hoek van Holland gebruikt.[2]
- Buiten die van Zandoerle en Hoek van Holland staan er in Nederland nog twee PAK 40’s: een in het Nationaal Bevrijdingsmuseum 1944-1945 in Groesbeek en een in het dorpscentrum van Valkenburg.
- Bij de restauratie in 2006 kwam naar boven dat de buurtvereniging niet in het bezit was van de officiële eigendomsakte. Het is goed mogelijk dat deze sowieso nooit bestaan heeft en dat het kanon spontaan aan het dorp is geschonken.[2]